# Kanton Nizza-14
Der Kanton Nizza-14 (frz. Canton de Nice-14) war bis 2015 ein französischer Wahlkreis im Arrondissement Nizza, im Département Alpes-Maritimes und in der Region Provence-Alpes-Côte d’Azur. Er bestand von 1982 bis 2015 und umfasste den Südwestzipfel der Stadt Nizza.

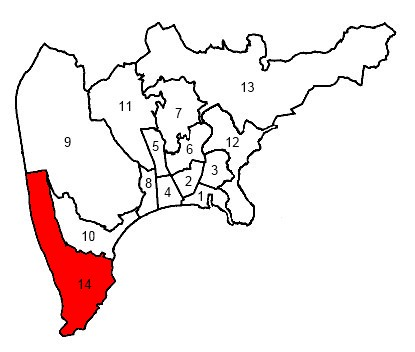
Lages des Kantons im Stadtgebiet von Nizza